# Giuseppe Rosaroll
Giuseppe Rosaroll, francoski general, * 1775, † 1825.